# 東不可止
東 不可止（あずま ふかし、1966年〈昭和41年〉3月5日 - ）は、日本のアニメプロデューサー。株式会社エー・ティー・エックス代表取締役。広島県出身。血液型はAB型。

## 経歴
修道高等学校を経て明治大学政治経済学部を卒業後、1989年にテレビ東京入社。元々はテレビCM営業を主に担当していたが、1999年にテレビアニメ『キョロちゃん』のプロデューサーを務め、以後アニメプロデューサーとしての仕事が中心となる。当時はテレビ東京の携帯電話用サイトでコラムを公開していた。
2011年に経営戦略局経営企画部へ異動となり、足掛け12年のアニメ制作から退くこととなった。これに伴い、自身のコラムの更新を終了した。
2013年には営業局名古屋支社支社長に就任。2017年に本社に戻り、編成局マーケティング部部長に就任。
2018年にテレビ東京ホールディングスに異動を経て、2021年にエー・ティー・エックスに出向。取締役に就任し、同社にてアニメビジネスに復帰した。

## 人物
生粋の広島東洋カープファンである。
あらいきよこの『Dr.リンにきいてみて!』の番外編漫画で、主人公の（番外編の）弟役として名前を使われたことがある。木谷高明曰く「マニアな人」だという。
テレビアニメ『毎日かあさん』では、彼の名をもじった「西不可止」なる演歌歌手が登場している。

## 履歴

### 学歴・職歴
- 1989年（平成元年）4月 - 株式会社テレビ東京入社。
- 2011年（平成25年）6月 - 株式会社テレビ東京 経営戦略局経営企画部参事。
- 2013年（平成25年）6月 - 株式会社テレビ東京 営業局名古屋支社支社長[2]。
- 2017年（平成29年）6月 - 株式会社テレビ東京 編成局マーケティング部部長[3]。
- 2018年（平成30年）4月 - 株式会社テレビ東京ホールディングス コンテンツ戦略局局次長兼統合マーケティング部部長[4]。
- 2019年（令和元年）6月 - 株式会社テレビ東京ホールディングス コンテンツ統括局局次長兼マーケティング統括部部長[5]。
- 2020年（令和2年）4月 - 株式会社テレビ東京ホールディングス コンテンツ統括局専任局長[6]。
- 2021年（令和3年）4月 - 株式会社テレビ東京 総合マーケティング局専任局長[7]。
- 2021年（令和3年）6月 - 株式会社エー・ティー・エックス出向 取締役[8]。
- 2024年（令和6年）6年 - 株式会社エー・ティー・エックス 代表取締役（現任）[9]。

## 作品一覧

### テレビアニメ
1999年
- 宇宙海賊ミトの大冒険 2人の女王様 - 番組担当
- キョロちゃん - プロデューサー
- 無限のリヴァイアス - プロデューサー
- レレレの天才バカボン - プロデューサー

2000年
- 六門天外モンコレナイト - プロデューサー
- ドキドキ♡伝説 魔法陣グルグル - プロデューサー
- うちゅう人 田中太郎 - 番組担当

2001年
- グラップラー刃牙 - 番組担当
- 地球少女アルジュナ - プロデューサー
- Dr.リンにきいてみて! - プロデューサー
- 機動天使エンジェリックレイヤー - 企画
- スターオーシャンEX - プロデューサー
- PROJECT ARMS - プロデューサー
- スクライド - プロデューサー
- シャーマンキング - プロデューサー
- PROJECT ARMS The 2nd Chapter - プロデューサー

2002年
- 東京アンダーグラウンド - プロデューサー
- .hack//SIGN - 番組担当
- 爆闘宣言ダイガンダー - プロデューサー
- あずまんが大王 - 番組担当
- 電光超特急ヒカリアン - プロデューサー
- スパイラル －推理の絆－ - プロデューサー
- アソボット戦記五九 - プロデューサー

2003年
- .hack//黄昏の腕輪伝説 - 番組担当
- 魔探偵ロキ RAGNAROK - プロデューサー
- コロッケ! - プロデューサー
- AVENGER - 番組担当
- ガングレイヴ - 番組担当
- F-ZERO ファルコン伝説 - プロデューサー

2004年
- マリア様がみてる - 番組担当
- トランスフォーマー スーパーリンク - プロデューサー
- DAN DOH!! - プロデューサー
- 鉄人28号 - 番組担当
- マリア様がみてる〜春〜 - プロデューサー
- 蒼穹のファフナー - 番組担当
- アークエとガッチンポー - プロデューサー
- ゾイドフューザーズ - プロデューサー
- スクールランブル - プロデューサー
- 双恋 - 番組担当

2005年
- 魔法先生ネギま! - 番組担当
- アークエとガッチンポーてんこもり - プロデューサー
- まほらば〜Heartful days - 番組担当
- エレメンタル ジェレイド - プロデューサー
- アイシールド21 - プロデューサー
- ゾイドジェネシス - プロデューサー
- 勇者王ガオガイガーFINAL GRAND GLORIOUS GATHERING - 番組担当
- ぱにぽにだっしゅ! - 番組担当
- ガン×ソード - 番組担当
- 韋駄天翔 - プロデューサー
- ARIA The ANIMATION - 番組担当
- 蒼穹のファフナー RIGHT OF LEFT - 番組担当

2006年
- よみがえる空 -RESCUE WINGS- - 番組担当
- かしまし 〜ガール・ミーツ・ガール〜 - 番組担当
- スクールランブル 二学期 - 番組担当
- 妖逆門 - プロデューサー
- シムーン - 番組担当
- スパイダーライダーズ 〜オラクルの勇者たち〜 - プロデューサー
- .hack//Roots - プロデューサー
- いぬかみっ! - 番組担当
- 銀魂 - プロデューサー（第14話 - 第201話）
- D.Gray-man - プロデューサー（第1話 - 第76話）
- ネギま!? - プロデューサー
- スーパーロボット大戦OG -ディバイン・ウォーズ- - プロデューサー
- BLUE DRAGON - プロデューサー
- 獣神演武 -HERO TALES- - プロデューサー

2007年
- ヒロイック・エイジ - 番組担当
- 素敵探偵☆ラビリンス - 番組担当

2008年
- NARUTO -ナルト- 疾風伝 - プロデューサー（第49話 - 第219話）
- BLUE DRAGON 天界の七竜 - プロデューサー
- ヴァンパイア騎士 - プロデューサー
- スレイヤーズREVOLUTION - 番組担当
- ネットゴーストPIPOPA - プロデューサー（第14話 - 第51話）
- 遊☆戯☆王5D's - プロデューサー（第15話 - 第26話）
- イナズマイレブン - プロデューサー（第1話 - 第38話）
- ヴァンパイア騎士 Guilty - プロデューサー

2009年
- 毎日かあさん - プロデューサー（第1話 - 第103話）
- Phantom 〜Requiem for the Phantom〜 - 番組担当
- クロスゲーム - プロデューサー（第14話 - 第26話）

2010年
- ソ・ラ・ノ・ヲ・ト - チーフプロデューサー
- おとめ妖怪 ざくろ - プロデューサー

2011年
- 銀魂' - プロデューサー（第202話 - 第214話）

2025年
- ボールパークでつかまえて! - 企画
- 中禅寺先生物怪講義録 先生が謎を解いてしまうから。 - 企画

### アニメ映画
2009年
- 劇場版 NARUTO -ナルト- 疾風伝 火の意志を継ぐ者 - プロデューサー

2010年
- 劇場版 銀魂 新訳紅桜篇 - プロデューサー
- 劇場版 NARUTO -ナルト- 疾風伝 ザ・ロストタワー - プロデューサー

2011年
- 劇場版 NARUTO -ナルト- ブラッド・プリズン - プロデューサー

### バラエティ番組
2009年
- サキよみ ジャンBANG! - プロデューサー

### 報道番組
2012年
- NIKKEI×BS LIVE 7PM - 編成

2013年
- BSニュース 日経プラス10 - 編成

## 出演

### テレビ
- MAG・ネット（2010年10月10日、NHK BS2・NHK BSハイビジョン）[10]

### インターネットラジオ
- 中原小麦のまじかるナースステーション乙! 24時間インターネットLive生放送!!（2003年8月30日）